# Zarina Dijas
Zarina Dijas, o Zarina Diyas secondo la traslitterazione anglosassone (in kazako Зарина Дияс?; Almaty, 18 ottobre 1993), è una tennista kazaka.

## Biografia
Ha ottenuto discreti successi nonostante la giovane età, come i quarti di finale dell'ECM Prague Open 2009, dove perse da Iveta Benešová 6-4, 6-1.
Conquistò successivamente di nuovo i quarti di finale alla Kremlin Cup 2010, passando dalle qualifiche. Sconfisse avversarie ben più quotate quali l'argentina Gisela Dulko, allora nº 49 del mondo, con il risultato di 6-3, 6(1)–7, 7-6(5) al primo turno. In seguito ebbe la meglio anche contro la nº 7 Jelena Janković, che demolì in soli 59 minuti con un secco 6-1, 6-2. Fu sconfitta solo ai quarti di finale con lo stesso risultato dalla russa Marija Kirilenko.
Per la Dijas, il 2014 inizia alla grande. Si qualifica agli Australian Open 2014 battendo Aleksandra Krunić, Andreea Mitu e Stéphanie Dubois. Al primo turno batte la giovane Kateřina Siniaková con lo score di 6-2 6-4, al secondo turno vince in modo sorprendente contro Marina Eraković per 6-4 6-0 mentre al terzo turno viene sconfitta dalla romena Simona Halep (6-1 6-4).
L'8 marzo 2014 vince il suo primo torneo con un montepremi di 50 000 $ a Quanzhou, battendo la thailandese Noppawan Lertcheewakarn. Nell'ottobre 2014 la kazaka ha raggiunto ad Osaka la prima finale WTA della sua carriera dove si è dovuta arrendere a Samantha Stosur. Ma proprio a Osaka si aggiudicherà il suo primo torneo in carriera come singolarista, tre anni dopo, battendo in finale Miyu Katō.
Ha rappresentato il suo Paese in Fed Cup dal 2009 al 2021.

## Statistiche WTA

### Singolare

#### Vittorie (1)
| Legenda               |
| --------------------- |
| Grande Slam (0)       |
| Ori Olimpici (0)      |
| WTA Championships (0) |
| Premier Mandatory (0) |
| Premier 5 (0)         |
| Premier (0)           |
| International (1)     |

| N. | Data              | Torneo                           | Superficie | Avversaria in finale | Punteggio |
| 1. | 17 settembre 2017 | Japan Women's Open Tennis, Tokyo | Cemento    | Miyu Katō            | 6–2, 7–5  |

#### Sconfitte (1)
| Legenda               |
| --------------------- |
| Grande Slam (0)       |
| Argenti Olimpici (0)  |
| WTA Championships (0) |
| Premier Mandatory (0) |
| Premier 5 (0)         |
| Premier (0)           |
| International (1)     |

| N. | Data            | Torneo                           | Superficie | Avversaria in finale | Punteggio   |
| 1. | 12 ottobre 2014 | Japan Women's Open Tennis, Osaka | Cemento    | Samantha Stosur      | 6(7)–7, 3–6 |

## Statistiche ITF

### Singolare

#### Vittorie (12)
| Torneo $100.000 (1) |
| Torneo $80.000 (1)  |
| Torneo $75.000 (0)  |
| Torneo $60.000 (0)  |
| Torneo $50.000 (1)  |
| Torneo $40.000 (2)  |
| Torneo $25.000 (7)  |
| Torneo $15.000 (0)  |
| Torneo $10.000 (0)  |

| N.  | Data             | Torneo                                       | Superficie  | Avversaria              | Risultato        |
| 1.  | 23 novembre 2008 | Astana Womens, Astana                        | Cemento     | Tetjana Arefyeva        | 7-5, 6-4         |
| 2.  | 5 luglio 2009    | ITF Stoccarda, Stoccarda                     | Terra rossa | Katalin Marosi          | 6-1, 6-2         |
| 3.  | 17 giugno 2012   | Bukhara Womens, Bukhara                      | Cemento     | Ljudmyla Kičenok        | 6-0, 6-0         |
| 4.  | 20 ottobre 2013  | Gosen Cup, Makinohara                        | Erba        | Belinda Bencic          | 6-3, 6-4         |
| 5.  | 7 marzo 2014     | Blossom Cup, Quanzhou                        | Cemento     | Noppawan Lertcheewakarn | 6-1, 6-1         |
| 6.  | 15 aprile 2017   | ITF Women's Circuit Nanning, Nanning         | Cemento     | Lee Ya-hsuan            | 6-2, 6-3         |
| 7.  | 18 giugno 2017   | Manchester Trophy, Manchester                | Erba        | Aleksandra Krunić       | 6-4, 6-4         |
| 8.  | 5 maggio 2019    | Kangaroo Cup, Gifu                           | Cemento     | Liang En-shuo           | 6-0, 6-2         |
| 9.  | 5 gennaio 2020   | Sunrise Aluminium Women's Circuit, Hong Kong | Cemento     | Zhu Lin                 | 6-4, 7-5         |
| 10. | 20 ottobre 2024  | Kayseri Women's, Kayseri                     | Cemento     | Alëna Falej             | 0-6, 6-4, 6-3    |
| 11. | 18 maggio 2025   | Kurume International Women's Tennis, Kurume  | Sintetico   | Ayano Shimizu           | 6-4, 6-3         |
| 12. | 21 giugno 2025   | Open Villa de Tauste, Tauste                 | Cemento     | Diletta Cherubini       | 6-1, 6(4)-7, 6-1 |

#### Sconfitte (10)
| Torneo $100.000 (2) |
| Torneo $80.000 (1)  |
| Torneo $75.000 (1)  |
| Torneo $60.000 (1)  |
| Torneo $50.000 (1)  |
| Torneo $40.000 (0)  |
| Torneo $25.000 (4)  |
| Torneo $15.000 (0)  |
| Torneo $10.000 (0)  |

| N.  | Data            | Torneo                                       | Superficie  | Avversaria          | Risultato        |
| 1.  | 27 giugno 2010  | SMA Cup Sant'Elia, Roma                      | Terra rossa | Patricia Mayr       | 6(2)–7, 4–6      |
| 2.  | 27 marzo 2011   | ITF Women's Circuit Kunming, Kunming         | Cemento     | Iryna Brémond       | 6–1, 2–6, 3–6    |
| 3.  | 29 ottobre 2012 | ITF Women's Circuit Taipei, Taipei           | Cemento     | Zheng Saisai        | 4–6, 1–6         |
| 4.  | 3 novembre 2013 | Caesar & Imperial Cup, Taipei                | Cemento     | Paula Kania         | 1–6, 3–6         |
| 5.  | 5 gennaio 2014  | Sunrise Aluminium Women's Circuit, Hong Kong | Cemento     | Elizaveta Kuličkova | 2–6, 2–6         |
| 6.  | 7 giugno 2014   | AEGON Trophy, Nottingham                     | Erba        | Kristýna Plíšková   | 2–6, 6–3, 4–6    |
| 7.  | 30 aprile 2017  | ITF Women's Circuit Anning, Anning           | Terra rossa | Zheng Saisai        | 5–7, 4–6         |
| 8.  | 12 maggio 2019  | Fukuoka International Women's Cup, Fukuoka   | Sintetico   | Heather Watson      | 6(1)–7, 6(4)–7   |
| 9.  | 16 giugno 2019  | Manchester Trophy, Manchester                | Erba        | Magda Linette       | 6(1)–7, 6–2, 3–6 |
| 10. | 24 ottobre 2021 | Mercer Tennis Classic, Macon                 | Cemento     | Madison Brengle     | 4-6, 6-4, 4-6    |

### Doppio

#### Sconfitte (1)
| Torneo $100.000 (0) |
| Torneo $80.000 (0)  |
| Torneo $75.000 (0)  |
| Torneo $60.000 (0)  |
| Torneo $50.000 (0)  |
| Torneo $40.000 (0)  |
| Torneo $25.000 (1)  |
| Torneo $15.000 (0)  |
| Torneo $10.000 (0)  |

| N. | Data           | Torneo                                       | Superficie | Compagna   | Avversaria             | Risultato |
| 1. | 4 gennaio 2014 | Sunrise Aluminium Women's Circuit, Hong Kong | Cemento    | Zhang Ling | Misa Eguchi Eri Hozumi | 4–6, 2–6  |

## Risultati in progressione
| Sigla | Risultato               |
| ----- | ----------------------- |
| V     | Vincitore               |
| F     | Finalista               |
| SF    | Semifinalista           |
| O     | Oro olimpico            |
| A     | Argento olimpico        |
| SF    | Bronzo olimpico         |
| QF    | Quarti di Finale        |
| 4T    | Quarto turno            |
| 3T    | Terzo turno             |
| 2T    | Secondo turno           |
| 1T    | Primo turno             |
| RR    | Round Robin             |
| LQ    | Turno di qualificazione |
| A     | Assente                 |
| ND    | Non disputato           |

| Legenda superfici    |
| -------------------- |
| Cemento              |
| Terra battuta        |
| Erba                 |
| Superficie variabile |

### Singolare nei tornei del Grande Slam
| Torneo          | 2014 | 2015 | 2016 | 2017 | V-S   |
| --------------- | ---- | ---- | ---- | ---- | ----- |
| Australian Open | 3T   | 3T   | 1T   | A    | 4-3   |
| Open di Francia | 1T   | 2T   | 2T   | Q3   | 2-3   |
| Wimbledon       | 4T   | 4T   | 1T   | 3T   | 8-4   |
| US Open         | 3T   | 1T   | A    | Q1   | 2-2   |
| Totale          | 7-4  | 6-4  | 1-3  | 2-1  | 16-12 |

### Doppio nei tornei del Grande Slam
| Torneo          | 2014 | 2015 | 2016 | 2017 | V--S |
| --------------- | ---- | ---- | ---- | ---- | ---- |
| Australian Open | A    | 2T   | 1T   | A    | 1-2  |
| Open di Francia | A    | 2T   | A    | A    | 1-1  |
| Wimbledon       | 2T   | 1T   | A    | A    | 1-2  |
| US Open         | QF   | 1T   | A    | A    | 3-2  |
| Totale          | 4-2  | 2-4  | 0-1  | 0-0  | 6-7  |

### Doppio misto nei tornei del Grande Slam
Nessuna partecipazione

## Vittorie contro giocatrici Top 10
| Stagione | 2010 | 2011 | 2012 | 2013 | 2014 | 2015 | Totale |
| Vittorie | 1    | 0    | 0    | 0    | 0    | 1    | 2      |

| #    | Giocatrice      | Ranking | Evento                            | Superficie  | Turno | Punteggio | Rank. ZDR |
| ---- | --------------- | ------- | --------------------------------- | ----------- | ----- | --------- | --------- |
| 2010 |                 |         |                                   |             |       |           |           |
| 1.   | Jelena Janković | 7       | Kremlin Cup, Mosca                | Cemento (i) | 2T    | 6-1, 6-2  | 268       |
| 2015 |                 |         |                                   |             |       |           |           |
| 2.   | Andrea Petković | 10      | Dubai Tennis Championships, Dubai | Cemento     | 2T    | 7-5, 6-3  | 33        |